# Rifugio Rosalba
Il Rifugio Rosalba, posto a 1730 m s.l.m., è un rifugio alpino situato alla base della cresta Segantini sulla Grigna Meridionale, detta anche Grignetta, tra la val Monastero e la val Scarettone, nelle Prealpi Orobie.
Il Rifugio Rosalba si trova di fronte alla Torre Cecilia e al Torrione del Cinquantenario ritratti da Leonardo da Vinci, tra il 1505 e il 1510, e presente nel Codice Windsor (al foglio 12406).

## Storia
L'utilità di avere un rifugio ai piedi della Cresta Segantini nasce agli inizi del 1900, per avere un punto di appoggio durante la discesa. Giovanni Alfieri progetta una piccola struttura interamente in legno e la costruisce nel giardino della sua villa. In seguito viene smontata, trasportata a spalla e rimontata sul colle del Pertusio. Viene inaugurata il 15 luglio 1906 e deve il suo nome alla figlia del donatore, Rosalba.
Il rifugio vede vari interventi di ampliamento e miglioramento: nel 1921 i primi lavori che portano ad avere un rivestimento esterno di lamiera e zinco; nel 1955 viene edificata l'attuale struttura in muratura e nel 1983 viene smantellata la vecchia costruzione.
Nel 1923, in occasione dei festeggiamenti del cinquantesimo anniversario di fondazione della sezione CAI di Milano, viene inaugurato il sentiero di collegamento tra il rifugio Rosalba e il rifugio Carlo Porta, ai piani Resinelli.

## Accessi
Dai Piani Resinelli:
- sentiero n. 8: Direttissima - dal rifugio Carlo Porta
- sentiero n. 9: delle Foppe - partenza dal ristorante Alippi

Da Mandello del Lario
- sentiero n. 12: Mandello del Lario - Maggiana (o in alternativa Rongio) - Colonghei - rifugio Rosalba
- sentiero n. 13: Mandello del Lario - Rongio - rifugio Rosalba
- sentiero n. 13B: Rongio - zucco di Manavello - rifugio Rosalba (solo per alpinisti esperti)
- sentiero n. 14: Rongio - rifugio Elisa - val Scarettone - rifugio Rosalba

Tutti i sentieri sono impegnativi e da affrontare con estrema prudenza.

## Escursioni
Il rifugio Rosalba può essere utilizzato come base di partenza per numerose salite alpinistiche sulle strutture rocciose tipiche della Grignetta:
- Zucco Pertusio
- Zucco Giardino
- Piramide Casati
- Torrione Palma
- Torre Cecilia
- Torrione del Cinquantenario
- Torrione Costanza
- Torrione Mongolfiera
- Guglia Angelina
- Ago Teresita
- Cuspidi di val Tesa (Campaniletto, Torre, Lancia, Fungo)

Inoltre si può raggiungere la cima della Grigna Settentrionale o Grignetta percorrendo:
- cresta Segantini (4 ore)
- Sentiero Cecilia (2 ore)
- val Scarettone (2 ore)

Dalla testata della val Scarettone si prolunga il sentiero della Traversata Alta, per la vetta della Grigna Settentrionale.

## Curiosità
Il rifugio Rosalba è sempre stato una meta molto frequentata per la sua posizione nel cuore del giardino di pietra della Grignetta. Tra gli ospiti del rifugio si ricorda la presenza dello scrittore Dino Buzzati, il 22 ottobre 1923, che vi trascorse due notti come quelle che si sognano quando dalle montagne si è lontani.